# Pleonasm
Pleonasm är ett ord, eller en ordföljd, som kan utelämnas ur det stycke som det tillhör, utan att innebörden i stycket ändras. Ofta består pleonasmen således av upprepade synonymer eller av en fras där flera delar har samma betydelse. Om läsförståelsen inte påverkas kan onödiga ord också betraktas som pleonasmer, till exempel "Polisen har gripit en man, som redan är väl känd sedan tidigare." Om mannen redan är känd av polisen, måste det naturligtvis vara sedan tidigare. Uttrycket sedan tidigare är därför pleonastiskt och kan uteslutas utan att innebörden förändras. Ofta krånglas meningsbyggnaden till genom en onödig konstruktion med bisats som till exempel "På söndag har vi ett snöområde, som drar in från sydväst." I stället bör man skriva "På söndag drar ett snöområde in från sydväst."
Pleonasmen kan även beskrivas som den direkta motsatsen till stilfiguren ellips.
Ordet pleonasm kommer från grekiskan (πλεονασμóς). Direkt översatt betyder pleonasm ”överflöd” eller ”överdrift”. Just detta är också risken med dess användande då ett för stort bruk av pleonasmer ofta kritiseras för att vara ineffektivt. Istället för att lägga fokus på nya idéer eller poänger kan då talet eller texten uppfattas som en hopning av tomma ord. 
Vid rätt användning är pleonasmen dock en viktig och användbar stilfigur med syftet att förstärka, förtydliga eller ge en mer levande bild av det man vill få sagt. Genom att upprepa något med olika ordval kan det ge effekten av en mångfaldig argumentation eller talan, trots att man egentligen säger samma sak gång på gång. 

## Pleonasmen inom retoriken
Stilfigurer kan delas upp i troper och figurer. Pleonasmen är i detta fall en retorisk tankefigur.
Eftersom pleonasmen är en form av innehållsmässig upprepning hittar vi den under samlingsnamnet parallellism. Exempel på andra parallellismer är anafor, allitteration och hopning. Samtliga stilfigurer, eller retoriska figurer, hör hemma under utsmyckningsdelen elocutio i partesmodellen.

## Användningsområden
Pleonasmer är typiska främst inom det rituella språket, då man inte vill argumentera utan endast bekräfta eller fylla ut det som redan är sant eller sagt. I vardagen är pleonasmer vanliga både inom reklam, politik och vanliga samtal. Även flera fasta, vedertagna uttryck består av pleonasmer, exempelvis "klart och tydligt".

## Källhänvisningar